# Ревю Бланш

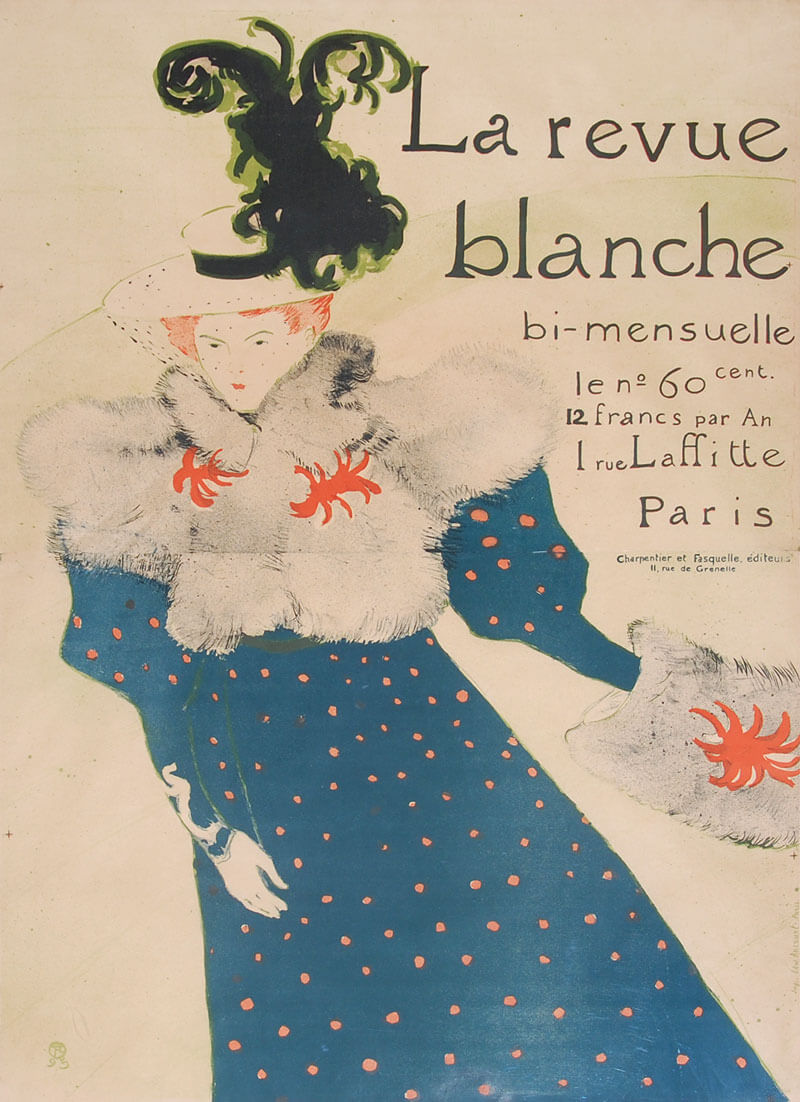
Ілюстрація Тулуза-Лотрека для «La Revue blanche» (1895)

Ревю Бланш (фр. La Revue Blanche) — французький літературно-мистецький журнал, який видавався у 1889-1903 роках і співпрацював з багатьма відомими письменниками й художниками того часу.

## Історія
Був заснований і видавався братами Натансонами (Александром, Таде та Луї-Альфредом). З'явився як конкурент відомого журналу «Mercure de France». Дружина Таде Натансона, Мізіа Серт, допомагала у виданні й стала моделлю до кількох ілюстрацій. Секретарями редакції були Люсьєн Мюльфельд, Леон Блюм та Фелікс Фенеон (1896—1903). 1903 року, з публікацією 237 числа, журнал припинив своє існування.

## Відомі співробітники
- Гійом Аполлінер
- Трістан Бернар
- Леон Блюм
- Поль Верлен
- Еміль Верхарн
- Клод Дебюссі
- Кеес ван Донген
- Альфред Жаррі
- Андре Жід
- Гюстав Кан
- Поль Клодель
- Стефан Малларме
- Октав Мірбо
- Шарль Пегі
- Марсель Пруст
- Мізіа Серт
- Анрі де Тулуз-Лотрек
- Фелікс Фенеон